# サント・ステーファノ・クイスクイーナ
サント・ステーファノ・クイスクイーナ（イタリア語: Santo Stefano Quisquina）は、イタリア共和国シチリア自治州アグリジェント県にある、人口約4,400人の基礎自治体（コムーネ）。

## 地理

### 位置・広がり

#### 隣接コムーネ
隣接するコムーネは以下の通り。括弧内のPAはパレルモ県所属を示す。
- アレッサンドリア・デッラ・ロッカ
- ビヴォーナ
- カンマラータ
- カステルテルミニ
- カストロノーヴォ・ディ・シチーリア (PA)
- サン・ビアージョ・プラータニ